# 克萊芒·穆安巴
克萊芒·穆安巴（法語：Clément Mouamba；1943年11月13日—2021年10月29日），是一名刚果共和国政治人物，曾在1992年－1993年出任總統帕斯卡尔·利苏巴政府的財政部長。
穆安巴曾是泛非洲社會民主聯盟的高層人物，2015年剛果共和國憲法公投時他與聯盟決裂，選擇參與反對黨抵制、政府發起關於修改憲法的對話。公投結果令總統德尼·萨苏-恩格索可以在2016年3月的總統選舉競逐下一個任期。薩蘇-恩格索於2016年4月16日宣誓就職新任期後，他在4月23日任命穆安巴為刚果共和国总理。2021年5月，穆安巴和他的政府辭職。
2021年10月29日，穆安巴因2019冠状病毒病在巴黎去世，享年78岁。